# Tour of Al Zubarah
Die Tour of Al Zubarah ist ein katarisches Straßenrennen.
Erstmals wurde das Etappenrennen 2013 ausgetragen. Das Rennen ist Teil der UCI Asia Tour und in der UCI-Kategorie 2.2 eingestuft.

## Sieger
| Jahr | Sieger                   | Zweiter       | Dritter       |
| ---- | ------------------------ | ------------- | ------------- |
| 2013 | Yousef Mirza Bani Hammad | Martin Weiss  | Kristjan Fajt |
| 2014 | Azzedine Lagab           | Kristjan Fajt | Martin Weiss  |
| 2015 | Maher Hasnaoui           | Eugen Wacker  | Naser Rezavi  |